# Isabel Margarita Ferrandis d'Híxar i Castro-Pinós
Isabel Margarita Ferrandis d'Híxar i Castro-Pinós nascuda el 6 de novembre de 1603 a Saragossa i morir el 26 de novembre de 1642. Era filla de Juan Francisco Cristóbal Luis Ferrandis d'Híxar i Fernández de Heredia (II duc d'Híxar), i de Francesca de Castro-Pinós i Fenollet i Zurita. Tercera comtessa de Guimerà. L'any 1620 succeir a la seva germana María Estefania Fernández d'Híxar i Castro-Pinós i esdevenir la IV duquessa d'Híxar.
Es casà amb Rodrigo Sarmiento de Silva, amb qui tingueren quatre fills, succeint-la el primogènit Jaime Francisco Victor Ferrandis d'Híxar i Cabrera Sarmiento de Silva de Villandrando de la Cerda i Pinós.
En el temps que ella fou duquessa Rodrigo Sarmiento de Silva tingué problemes amb el Comte-duc d'Olivares i destacà la seva revolta contra el rei.